# Walter Owen Bentley

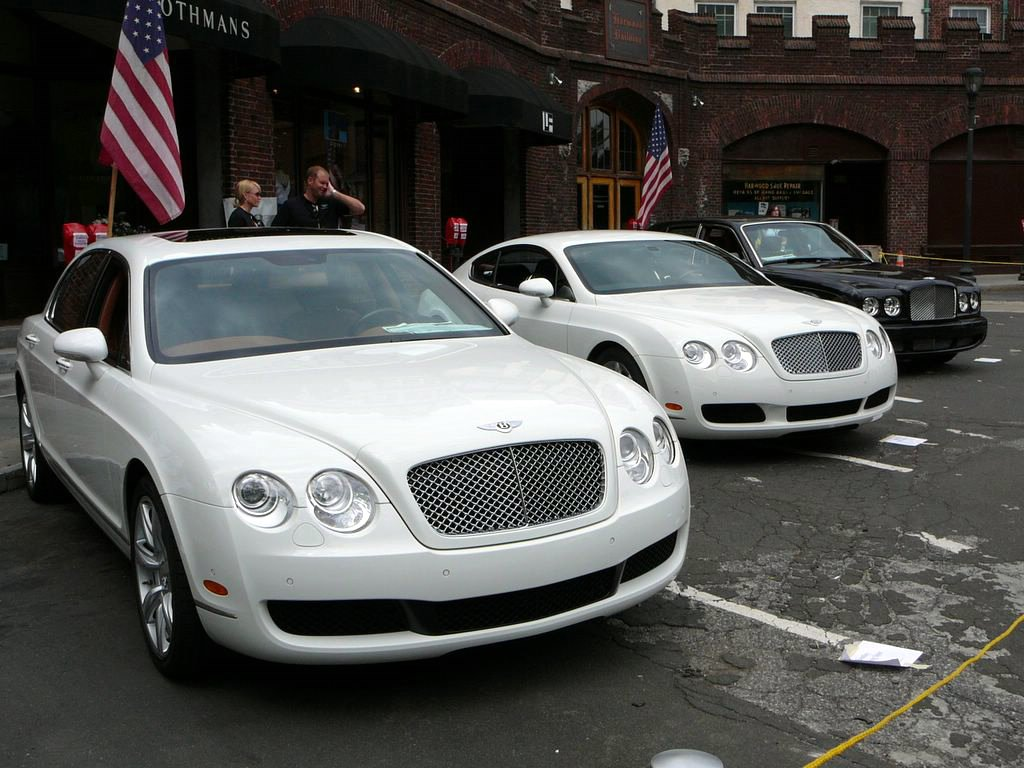
Da esquerda para direita: Flying Spur, Continental GT, e Arnage

Walter Owen Bentley, MBE (também conhecido como W.O Bentley; Hampstead, 16 de setembro de 1888 - Woking, 3 de agosto de 1971) foi um engenheiro britânico de automóveis.

## Vida e Carreira na Bentley
Nascido em Hampstead, Londres, ficou famoso por junto com seu irmão mais velho fundar a Bentley Motors Limited  em 1919, em 1931 a empresa foi vendida para a Rolls Royce que chegou a falir por dificuldades financeiras, atualmente a Bentley pertence a Volkswagen AG. Walter Owen Bentley faleceu em 1971 em Woking.
A Bentley sempre foi famosa por produzir carros de luxo e muita sofisticação à família real britânica.
Após ser comprada pela Volkswagen da Alemanha a Bentley apresentou seu primeiro carro de luxo e grand tourer, o Bentley Continental GT capaz de atingir 290 quilômetros por hora.